# 金伯利機場
金伯利機場 IATA代码：；ICAO代码：是位於南非金伯利的機場。

## 航空公司及航點
- 南非航空
  - 南非航空連結 (開普敦)
  - 南非航空快運 (約翰內斯堡)

## 航空設備
- 歸航台NDB - KM365.0
- 甚高頻全向信標VOR - KYV113.2
- 飛行員控制燈光PCL - 5下 118.6

## 外部連結
- 金伯利機場首頁
- 更多資料關於金伯利機場[]
- 航空照片在Google Map （页面存档备份，存于）